# Roschdy Zem
Roschdy Zem, född 27 september 1965 i Gennevilliers, Hauts-de-Seine i Frankrike, är en fransk skådespelare och filmregissör av marockansk härkomst.
Zem debuterade 1991 i Inga kyssar och har sedan dess medverkat i filmer som Live and Become (2005), Infödd soldat (2006) och Outside the Law (2010). För sin roll i Infödd soldat utsågs han till Bästa manliga skådespelare vid Filmfestivalen i Cannes 2006. Zem har även nominerats till sammanlagt sex César Awards i olika kategorier. 
Roschdy Zem har även regisserat de två långfilmerna Fel tro (2006) och Omar dödade mig (2011). Till den förstnämnda skrev han även manus och hade en av huvudrollerna. Omar dödade mig valdes till Marockos bidrag till Oscar för bästa utländska film 2012 och vann CinemAfricas filmpris 2012.

## Filmografi i urval
- 1991 – Inga kyssar
- 2004 – Fiender emellan
- 2005 – Live and Become
- 2005 – Ung snut
- 2006 – Infödd soldat
- 2006 – Fel tro (regi, manus, skådespelare)
- 2008 – Go Fast
- 2009 – London River
- 2010 – Outside the Law
- 2010 – Point Blank
- 2011 – Omar dödade mig (regi)
- 2012 – The Cold Light Of Day
- 2015 – Alaska